# Vlad Achim
Vlad Alexandru Achim (n. 7 aprilie 1989, Constanța, România) este un fotbalist român, care joacă pe post de mijlocaș la FCU Craiova în Liga a II-a.

## Cariera
A început junioratul la FC Farul Constanța la vârsta de 7 ani. La vârsta de 18 ani, a început cariera de senior la CSO Ovidiu în Liga a III-a din județul Constanța. În 2007, a obținut primul contract profesionist la FC Ceahlăul Piatra Neamț, unde a jucat în 8 sezoane 155 de meciuri înscriind de 18 ori.
A fost adus la FC Steaua București de la FC Voluntari pe suma de 200.000 mii de euro + contractul lui Doru Popadiuc, oferit la schimb.

## Titluri
Steaua București
- Cupa Ligii: 2015-2016

Viitorul Constanța
- Cupa României: 2018-2019
- Supercupa României: 2019

## Legături externe
- Vlad Achim la RomanianSoccer
- Vlad Achim – pe site-ul UEFA
- Profilul lui Vlad Achim pe Soccerway